# Coșna
Coșna je rumunská obec v župě Sučava. Žije zde přibližně 1 400 obyvatel. Obec se skládá z pěti částí.

## Části obce
- Coșna – 494 obyvatel
- Podu Coșnei – 380 obyvatel
- Românești – 60 obyvatel
- Teșna – 283 obyvatel
- Valea Bancului – 149 obyvatel